# Maxillaria fuscopurpurea
Maxillaria fuscopurpurea är en orkidéart som beskrevs av Pierre Auguste Joseph Drapiez. Maxillaria fuscopurpurea ingår i släktet Maxillaria och familjen orkidéer. Inga underarter finns listade i Catalogue of Life.